# Ram It Down
Ram It Down es el undécimo álbum de estudio de la banda británica de heavy metal Judas Priest, publicado en 1988 a través de Columbia Records. Además, es la última producción con el baterista Dave Holland y con Tom Allom, que volvería recién en 2009 a colaborar con ellos como productor en el disco en vivo A Touch of Evil: Live.
El álbum generó el retorno al sonido característico de la banda, dejando atrás la experimentación con las guitarras sintetizadas de Turbo de 1986. Por otro lado, algunos críticos como Steve Huey de Allmusic elogiaron la canción que da título al disco y a «Blood Red Skies», pero que en su conjunto el listado generó uno de sus trabajos más débiles.
Por último, en el 2001 se remasterizó con dos pistas adicionales; una versión en vivo de «Night Comes Down» grabada en Long Beach (California) en 1984 y también una grabación en directo de «Bloodstone» dada en Memphis en 1982.

## Antecedentes
En 1985 y con la idea de grabar un disco especial con el que celebrarían sus diez primeros años con el sello CBS, la banda compuso cerca de veinte canciones para el eventual doble disco Twin Turbos. Sin embargo, la discográfica rechazó el proyecto por los altos costos que generaría su publicación y por ello solo nueve de los temas se publicaron en el álbum Turbo de 1986.
En 1987 cuando iniciaron los primeros trabajos del disco la banda decidió recuperar las canciones «Ram It Down», «Love You To Death», «Hard as Iron» y «Monsters of Rock» que habían sido grabadas durante las grabaciones de Turbo entre junio y noviembre de 1985. Estas fueron regrabadas y las partes escritas para las guitarras sintetizadoras fueron eliminadas.

## Proceso de grabación
Su grabación se llevó a cabo entre diciembre de 1987 y marzo de 1988 en los PUK Recording Studios de Copenhague en Dinamarca, donde se regrabaron los cuatro temas escritos para Twin Turbos y se escribieron ocho canciones más de las cuales son cinco fueron finalmente añadidas al listado. De las restantes «Thunder Road» fue reemplazada por «Johnny B. Goode» —original de Chuck Berry— que había sido grabada meses antes, «Fire Burns Below» que apareció recién en la remasterización de Stained Class y «My Design» que nunca ha sido publicada y que solo se sabe de ella porque Rob Halford la mencionó en una entrevista a Metal Hammer en 1988.

### Grabación de «Johnny B. Goode»
A mediados de octubre de 1987 y cuando sus músicos aún estaban de vacaciones, su mánager les consiguió una regrabación del tema «Johnny B. Goode» que sería el tema principal de la película del mismo nombre. En un principio rechazaron la propuesta, pero finalmente decidieron grabarla ya que según Halford en una entrevista para la revista Sky Network comentó: «...sentimos que podríamos darle el sello de Priest, al igual que lo habíamos hecho con temas de Joan Báez, Fleetwood Mac y Spooky Tooth». Además, en junio de 1988 en el programa inglés Hard 'N' Heavy de Tele 5 agregó: «...quedamos muy contentos porque las raíces del metal son el blues americano y el rock and roll, así que en ese sentido es una especie de homenaje».
A pesar de que la grabaron solo para la banda sonora de la película el sello decidió incluirlo al álbum, que significó sacar a «Thunder Road» del listado de canciones y que años más tarde apareció como pista adicional en la remasterización de Point of Entry. Al respecto, en una entrevista realizada por el crítico Garry Sharpe-Young a Rob Halford, la que se incluyó posteriormente en el libro Metal: The Definitive Guide: Heavy, NWOBHM, Progressive, Thrash, Death, Black, Gothic, Doom, Nu de 2007, consideró que la inclusión de «Johnny B. Goode» perjudicó el sonido del álbum y llamó esta decisión como tonta. Además, mencionó que durante ese proceso grabaron una versión de «Play With Fire» de The Rolling Stones, pero que no se incluyó.

## Lanzamiento y promoción
Se publicó oficialmente el 17 de mayo de 1988 en el Reino Unido a través de CBS Records y alcanzó el puesto 24 en los UK Albums Chart a las pocas semanas. En el mismo día se lanzó en los Estados Unidos por el sello Columbia, donde se situó en el lugar 31 de la lista Billboard 200. A los dos meses de su publicación en el país norteamericano fue certificado con disco de oro, luego de vender más de 500 000 copias.
Para promocionarlo se lanzaron dos canciones como sencillos; el cover «Johnny B. Goode» que se posicionó en el lugar 64 en la lista británica UK Singles Chart y «Ram It Down» publicado a mediados del año. Por su parte, el 7 de mayo iniciaron la gira promocional Mercenaries of Metal Tour que los llevó por varios países de Europa y por Norteamérica, y que culminó a fines de octubre.

## Portada
La portada fue creada por el diseñador inglés Mark Wilkinson, que por ese entonces era conocido por trabajar en los discos de Marillion. Para Ram It Down retomó el logotipo clásico de la banda y le agregó un toque metálico con colores azules y grises, además dibujó un enorme brazo que surge desde el espacio para aplastar la Tierra.

## Lista de canciones
Todas las canciones escritas por Rob Halford, Glenn Tipton y K.K. Downing, a menos que se indique lo contrario.

| N.º | Título                                   | Escritor(es) | Duración |  |
| 1.  | «Ram It Down»                            |              | 4:48     |  |
| 2.  | «Heavy Metal»                            |              | 5:58     |  |
| 3.  | «Love Zone»                              |              | 3:58     |  |
| 4.  | «Come and Get It»                        |              | 4:07     |  |
| 5.  | «Hard as Iron»                           |              | 4:09     |  |
| 6.  | «Blood Red Skies»                        |              | 7:50     |  |
| 7.  | «I'm a Rocker»                           |              | 3:58     |  |
| 8.  | «Johnny B. Goode» (cover de Chuck Berry) | Chuck Berry  | 4:39     |  |
| 9.  | «Love You to Death»                      |              | 4:36     |  |
| 10. | «Monsters of Rock»                       |              | 5:30     |  |

| Pistas adicionales en reedición de 2001 |                                                                                       |          |  |
| N.º                                     | Título                                                                                | Duración |  |
| 11.                                     | «Night Comes Down» (en vivo, grabado en Long Beach (California) el 5 de mayo de 1984) | 4:33     |  |
| 12.                                     | «Bloodstone» (en vivo, grabado en Memphis, Tennessee, el 12 de diciembre de 1982)     | 4:05     |  |

## Músicos
- Rob Halford: voz
- K.K. Downing: guitarra eléctrica
- Glenn Tipton: guitarra eléctrica
- Ian Hill: bajo
- Dave Holland: batería